# 維托里奧·阿梅迪奧一世 (卡里尼亞諾)
維托里奧·阿梅迪奧一世（義大利語：Vittorio Amedeo I，1690年3月1日—1741年4月4日），卡里尼亞諾親王，1709年至1741年在位。

## 家庭
1714年，維托里奧·阿梅迪奧與同名的西西里國王之女瑪麗亞·維多利亞結婚，兩人共有1子1女：
1. 安娜·特蕾莎（英语：Princess Anne Thérèse of Savoy）（1717年—1745年），蘇比斯親王妃
2. 路易吉·維托里奧（1721年—1778年），卡里尼亞諾親王